# Zvonimir Laurović
Zvonimir Laurović je rukometni trener i športski djelatnik iz Sombora. 1991. je dobio Spartakovu nagradu, najviše vojvođansko priznanje u športu. Nagradu je dobio za veliki doprinos razvitku rukometnog športa, natjecateljskog sustava i rukometne općinske organizacije u Somboru. 1966. je bio trenerom rukometnog kluba Beton iz Bezdana (današnji RK Grafičar).